# 계몽된 자기 이익
계몽된 자기 이익( Enlightened Self - Interest)이란 윤리학에서 나오는 개념으로 타인에게 선한 일을 했을 때, 시간이 지나서 결국에는 자신한테 이익으로 오게 된다라는 관점으로 자기의 유익을 추구하는 것을 말한다.  이 말은 알렉시 드 토크빌의 저서인 미국의 민주주의의 제 2권 2장에서 나오는 '바르게 이해된 이기주의 ( interest rightly understood )'를 뜻하기도 한다.  이 표현은 상업주의 정신에서 광범위하게 재해석 되어, 상업주의를 정당화하는 표현으로 이용되며, 기독교의 자족이라는 것이 세속적으로 재해석 된 것이다.   

## 같이 보기
- 애덤 스미스
- 알렉시 드 토크빌
- 아리스토텔레스
- 행동경제학
- 프리드리히 니체
- 돕는 행동
- 정체성 정치
- 심리 이기주의
- 호혜이타주의
- 토머스 홉스